# Ludești (gmina)
Ludești – gmina w południowej Rumunii, terytorialnie i administracyjnie należąca do okręgu Dymbowica.
W skład gminy wchodzi 6 miejscowości: Ludești, Miloșari, Potocelu, Scheiu de Jos, Scheiu de Sus i Telești. Według stanu na rok 2011 liczyła 5137 mieszkańców, zaś w roku 2021 jej liczebność wynosiła 5062 mieszkańców.